# Ellen Moers
Ellen Moers, född 9 december 1928 i New York, död där 25 augusti 1979, var en amerikansk litteraturvetare och -kritiker.
Moers blev Bachelor of Arts vid Vassar College, Master of Arts vid Harvard University och disputerade för doktorsgraden vid Columbia University. Hennes doktorsavhandling behandlade dandyismens framväxt i England och Frankrike från Beau Brummell till Max Beerbohm. Hon utökade avhandlingen till sin första bok, It's a Dandy, vilken publicerades 1960 och översattes till många språk, inklusive japanska. Hon är mest känd för boken Literary Women (1976), i vilken hon genom att studera de stora kvinnliga författarna genom tiderna fastslår att det existerar en specifikt kvinnlig litteraturtradition. Hon bidrog därigenom i hög grad till den feministiska litteraturkritiken. Av hennes övriga böcker kan nämnas Two Dreisers (1969) och Harriet Beecher Stowe and American Literature (1978).